# مذبحة لاشين
مذبحة لاشين، هي جزء من حروب بيفر، التي حدثت عندما هاجم 1500 محارب من موهوك فجأة المستوطنة الصغيرة لاشين، فرنسا الجديدة، البالغ عدد سكانها 375 شخصًا، عند الطرف العلوي لجزيرة مونتريال صباح 5 أغسطس 1689. وقد عجل بالهجوم استياء الإيروكواس الكبير من التوغل الفرنسي المتزايد في أرضهم، وشجعهم على ذلك مستوطنو نيو إنغلاند كوسيلة للضغط بقوة على فرنسا الجديدة. ونتيجة لهذا الهجوم، تم تدمير جزء كبير من مستوطنة لاشين بالنيران وأسر أو قتل العديد من سكانها.

## الخلفية التاريخية والدوافع
مقدمة:
إن الدوافع المعروفة عن هجوم الإيروكواس على الفرنسيين وغيرهم من الجماعات المحلية تعتبر سلسلة معقدة من الظروف الاقتصادية والثقافية.
الدوافع الثقافية:
لقد تميز وصول الأوروبيين بالعناية بالشؤون التجارية مثل فراء القندس مع المواطنين بما في ذلك الإيروكواس. غير أنه في القرن السابع عشر، ساهمت سيطرة ما يشير إليه المؤرخ دانيال ريختر باسم «محبي فرنسا» أو الاستيلاء الفرنسي في تلاشي العلاقات الفرنسية الأصلية. وقد تطلبت البعثة الفرنسية لاستيعاب المواطنين التخلي عن التقاليد الأهلية، والتي قوبلت بالمقاومة. وبحلول عام 1667، بدأت أعداد كبيرة من الهورون وغيرهم من الإيروكواس الجدد في التدفق إلى وادي سانت لورانس وقراة المستهدفة. واستاء العديد من المتمسكين بالتقاليد، مثل شعب موهوك، من اليسوعيين لتدمير المجتمع الوطني التقليدي، ولكنهم كانوا غير قادرين على فعل أي شيء لإيقافهم. ومع ذلك، فقد قبل المتمسكون بالتقاليد رغم أنفهم بإنشاء بعثة من أجل علاقات جيدة مع فرنسا، والتي هم بحاجة إليها من أجل التجارة. وقد أدى هذا الغزو الثقافي إلى تصاعد التوتر بين الفصيلين.
ولقد توترت العلاقة بين الفرنسيين والإيروكواس قبل فترة طويلة من مذبحة لاشين بسبب التودد الفرنسي لقبائل العدو. وفي عام 1679، عقب نهاية حرب الإيروكواس مع الأنداست والموهيكان، شرع الإيروكواس في مداهمة القرى الأصلية في الغرب، واستعادة ما يعتبرونه أراضي الصيد الخاصة بهم في وادي أوهايو، التي فقدت أثناء محاربة الأنداست والموهيكان. ونتيجة لذلك، تعرضت الأطراف التجارية في الغرب والتي كانت تحت الحماية الفرنسية لهجوم شديد وتم سلبها. وبالفعل، بعد مواجهة عسكرية في عام 1684، وعلى الرغم من أن الإيروكواس تفاوضت على معاهدة سلام مع حاكم فرنسا الجديدة لوفيبفر دو لابار، فقد مالت المعاهدة نفسها بشكل كبير لصالح الإيروكواس، حيث نصت صراحة على أن الإيروكواس لهم حرية مهاجمة الهنود الغربيين. واعتبر الملك الفرنسي هذه المعاهدة أنها مخزية، واستبدل الحاكم لابار بالمركيز دينونفيل، الذي كان إلى حد كبير أقل تساهلاً تجاه التوتر بين الإيروكواس والجونكوين. وبالنسبة للإيروكواس، كان الدافع وراء العنف التالي ضد الفرنسيين هو الرغبة في حرية متابعة العنف ضد أعداء الإيروكواس التقليديين.
كانت حروب الحداد أيضًا عاملاً ثقافيًا مهمًا في الحرب الأصلية. وقد قاوم المواطنون الحرب من أجل «الانتقام للأخطاء المحسوسة التي ارتكبها شعب ضد آخر». وكانت حروب الحداد هذه وسيلة لتحل محل الموت داخل المجتمع الأصلي. في أوقات الحرب، فإن المواطنين يعتقلون أعضاء آخرين من جماعة أصلية أخرى من أجل إعادة بناء مجتمعهم. وأصبحت هذه المسألة من إعادة بناء المجتمع أحد الأسباب الأساسية للجوء للحرب عندما تقوم أمراض مثل الجدري بإسقاط أعداد كبيرة من السكان الأصليين داخل مجتمعاتهم. ونتيجة لذلك، خلقت هذه الأمراض شعورًا بحاجة ماسة إلى ما يحل محل الموتى داخل المجتمعات الأصلية.
الدوافع الاقتصادية:
	لم يكن ما أراده الإيروكواس هو الحرب، ولكن حصة أفضل في تجارة الفراء. ولمواجهة الهجمات على أساطيل الفراء الفرنسية، أمرت فرنسا الجديدة بإرسال حملتين تحت قيادة كورسيل وتريسي إلى أراضي الموهوك في عام 1666. قامت هذه الحملات بحرق القرى وتدمير جزء كبير من إمدادات الذرة للموهوك. إضافة إلى أن غزو دينونفيل عام 1687 لإقليم سينيكا قد دمر ما يقرب من 1200000 بوشل من الذرة، مما سبب العجز لاقتصاد الإيروكواس. وشكل هذا النوع من العدوان وقودًا لانتقام الإيروكواس القادم.
	وبالإضافة إلى ذلك، "بعد عقدين من السلام غير المستقر، أعلنت بريطانيا وفرنسا الحرب ضد بعضها البعض في عام 1689. وعلى الرغم من معاهدة الحياد الأمريكية عام 1669، التي وافقت فيها القوات الأوروبية أن الصراعات القارية لن تعطل السلام والحياد الاستعماري، فقد تمت مقاومة الحرب في المقام الأول من قبل وكيل فرنسا الجديدة ونيو إنغلاند، ودفع البريطانيون من نيويورك محاربي الإيروكواس المحليين بمهاجمة المستوطنات غير المحمية لفرنسا الجديدة وفي حين أن البريطانيين كانوا يستعدون للانخراط في أعمال الحرب، إلا أن سكان فرنسا الجديدة لم يكونوا على استعداد للدفاع ضد الهجمات الهندية" بسبب العزلة المفروضة على المزارع والقرى. وقد نقل عن دينونفيل قوله «إذا كان هناك حرب، فلن يستطيع أي شيء إنقاذ البلاد سوى معجزة من عند الله».

## الاستشهادات
1. ↑  Richter، Daniel (1992). Ordeal of the Longhouse. University of North Carolina Press. ص. 105–109.
2. ↑  Richter، Daniel (1992). The Ordeal of the Longhouse. University of North Carolina Press.
3. ↑  Lyons، Chuck (2007). 36/ "France's Fateful Strike Against the Iroquois". Quarterly Journal of Military History: 34–44. مؤرشف من 36 الأصل في 2020-05-27. اطلع عليه بتاريخ أغسطس 2020. {{استشهاد بدورية محكمة}}: تحقق من التاريخ في: |تاريخ الوصول= (مساعدة)، تحقق من قيمة |مسار أرشيف= (مساعدة)، وتحقق من قيمة |مسار= (مساعدة)
4. ↑  Lyons، Chuck (2007). 36/ "France's Fateful Strike Against the Iroquois". The Quarterly Journal of Military History: 37. مؤرشف من 36 الأصل في 2020-05-27. اطلع عليه بتاريخ أغسطس 2020. {{استشهاد بدورية محكمة}}: تحقق من التاريخ في: |تاريخ الوصول= (مساعدة)، تحقق من قيمة |مسار أرشيف= (مساعدة)، وتحقق من قيمة |مسار= (مساعدة)
5. ↑  Rushford، Brett (2012). The Bonds of Alliance: Indigenous Slaves in New France. University of North Carolina Press. ص. 4.
6. ↑  Rushford، Brett (2012). The Bonds of Alliance: Indigenous Slaves in New France. University of North Carolina Press. ص. 29.
7. ↑  Wallace، Paul A. W. (1956). "The Iroquois: A Brief Outline of their History". Pennsylvania History: 25. مؤرشف من الأصل في 2020-01-29.
8. ↑  Wallace، Paul A. W. (1956). "The Iroquois: A Brief Outline of Their History". Pennsylvania History: 24. مؤرشف من الأصل في 2020-04-15.
9. ↑  Daugherty، J.E. (يناير 1983). "The Colonial Struggle for Acadia, The Initial Phase: 1686–1713". Maritime Indian Treaties In Historical Perspective. Department of Indian and Northern Affairs Canada, Government of Canada. مؤرشف من الأصل في 2012-07-15. اطلع عليه بتاريخ 2007-12-01.
10. ↑  Lyons، Chuck (2007). "France's Fateful Strike Against the Iroquois". The Quarterly Journal Of Military History: 19. مؤرشف من 36. الأصل في 27 مايو 2020. اطلع عليه بتاريخ أغسطس 2020. {{استشهاد بدورية محكمة}}: تحقق من التاريخ في: |تاريخ الوصول= (مساعدة) وتحقق من قيمة |مسار= (مساعدة)